# 马里奥·达格拉萨·马顺戈
马里奥·费尔南德斯·达格拉萨·马顺戈（葡萄牙語：Mário Fernandes da Graça Machungo，1940年12月1日—2020年2月17日），莫桑比克政治人物，前总理（1986年－1994年）。

## 生平
1940年12月1日生于伊尼扬巴内省马希谢县馬希謝。幼年时曾就读于洛伦索·马贵斯市穆尼乌阿纳教会学校，后在萨·达班德拉技术学校预科学习，1958年结业。1959年就读于商业学院预科，1961年考入里斯本高等财经学院（现里斯本技术大学高等财经学院），半工半读。由于参加反法西斯和反殖民主义的活动，被开除学籍。1969年获高等经济学执业学位。1970年回国，1970年至1974年曾任马普托洛伦索·马普托大学经济系讲师、系主任；里斯本国家发展银行经济师。
1962年，成为莫桑比克解放阵线的创始秘密成员。1974年9月，担任过渡政府经济协调部长。1975年莫桑比克独立后，担任过多个部长职务。1975年至1976年担任工商部长；1976年至1978年担任工业和能源部长。1977年在莫桑比克解放阵线第三次代表大会上当选为中央委员会委员、政治局委员。1978年10月任农业部长，1980年4月任计划部长兼农业部长。1983年至1986年，担任赞比西亚省省长。1986年7月在莫桑比克解放阵线第四届中央委员会第五次全体会议上当选中央书记处经济政策书记。1986年7月17日至1994年12月16日，担任政府总理。任内受东欧剧变影响，莫桑比克放弃了马列主义意识形态和一党制，建立多党制。
1971年和1978年随同访华。1987年11月2日至6日以总理身份访华。1993年5月再次访华，访问北京、广州、珠海以及海南等地，与江泽民、朱镕基等领导人会见。
1995年以后，任莫桑比克国际银行顾问委员会主席。
2020年2月17日在里斯本逝世。